# Vincenzo Gazzotto
Vincenzo Gazzotto (Padova, 10 agosto 1807 – Bolzonella, 30 gennaio 1884) è stato un pittore italiano.

## Biografia
Vincenzo Gazzotto nacque il 10 agosto 1807 in una famiglia di umilissime origini (il padre Isidoro era un oste). Le sue innate doti artistiche furono notate dal conte Giovanni de Lazara, che lo segnalò a Leopoldo Cicognara, presidente dell'Accademia di Belle Arti di Venezia. Qui, il 7 novembre 1821, venne ammesso a frequentare i corsi di ornato tenuti dal celebre decoratore Giuseppe Borsato. Forse anche per la giovanissima età, non eccelse negli studi e non sembra fondata la notizia riportata da Napoleone Pietrucci secondo la quale avrebbe ottenuto un premio di incoraggiamento dall'Accademia. Di questo periodo ci resta un ritratto a matita del padre, oggi conservato al Museo civico di Padova.
Nel 1827 concluse i suoi studi a Venezia e tornò nella città natale. Lo stesso Pietrucci ha riferito di un viaggio a Roma, che tuttavia non avrebbe potuto rientrare nelle sue possibilità economiche. Nuovi spunti formativi gli vennero però dalla scuola di nudo aperta a Padova dal bellunese Giovanni De Min. Quest'ultimo, artista neoclassico formatosi sotto la guida di Antonio Canova, era allora uno dei decoratori più prestigiosi e richiesti della città. Il giovane ricavò dal maestro non solo alcune ispirazioni stilistiche, ma ottenne anche occasioni di pratica e contatti con clienti e altri artisti; tra questi, l'architetto Giuseppe Jappelli e il pittore Pietro Paoletti, accanto ai quali Gazzotto fu impegnato al caffè Pedrocchi, al teatro Verdi e nella casa "Manzoni di Cadore" (così il Pietrucci), da identificare forse nella villa de Manzoni ai Patt di Sedico.
Per mantenersi aprì nel 1837 una scuola di disegno dove studiò anche Achille Astolfi. Nel 1868 si trasferì nella villa di Bolzonella, nei pressi di Facca di Cittadella, dove vivevano i mecenati dei suoi ultimi anni di vita, i Cittadella Vigodarzere. Si dedicò per 15 anni ad affrescare la cappella mortuaria della villa, dove ritrasse anche Andrea Cittadella Vigodarzere. Morì a villa Bolzonella il 30 gennaio 1884.